# Юбилейный (Ханты-Мансийский автономный округ)
Юбилейный — посёлок в Советском районе Ханты-Мансийского автономного округа — Югры. Входит в состав Городского поселения Малиновский.

## Население
| 2010 | 2014 | 2015 | 2016 | 2017 | 2018 | 2019 |
| ---- | ---- | ---- | ---- | ---- | ---- | ---- |
| 945  | ↘905 | ↘896 | ↘878 | ↘864 | ↘837 | ↘828 |
| 2020 | 2021 |      |      |      |      |      |
| ↘811 | ↘594 |      |      |      |      |      |

## Климат
Климат резко континентальный, зима суровая, с сильными ветрами и метелями, продолжающаяся семь месяцев. Лето относительно тёплое, но быстротечное.